# Volkswagenwerk
Volkswagenwerk är huvudfabriken till Volkswagen AG, belägen i Wolfsburg. Fabriken grundades i slutet av 1930-talet inom ramen för Nazitysklands KdF-projekt. Under Andra världskriget användes fabriken till produktion av krigsmateriel, bland annat terrängfordonet Kübelwagen, amfibiefordonet Schwimmwagen. Även montering av V-1-raketen ägde rum här. Efter krigsslutet återupptogs produktionen av Volkswagen typ 1 vid fabriken. Antalet anställda vid anläggningen uppgick 2007 till ca. 49 300.